# Nykvarndamm
Nykvarndamm är en sjö i Växjö kommun i Småland och ingår i Ronnebyåns huvudavrinningsområde.